# Brouay War Cemetery
Brouay War Cemetery is een Britse militaire begraafplaats met gesneuvelden uit de Tweede Wereldoorlog gelegen nabij Brouay in de Franse gemeente Thue et Mue, departement Calvados. De begraafplaats ligt op een hoger gelegen terrein aan de noordoostelijke zijde van het kerkhof met een anderhalve meter hoge natuurstenen muur als afscheiding die tevens het niveauverschil met het kerkhof opvangt. Ze heeft een trapeziumvormig grondplan en kan vanaf het kerkhof betreden worden via een stenen trap. Aan de toegang staat een schuilhuisje waarin zich het register bevindt.
Het Cross of Sacrifice staat rechtover de toegang dicht bij de oostelijke hoek van de begraafplaats. De begraafplaats worden onderhouden door de Commonwealth War Graves Commission.
Er liggen 375 Britten en 2 Canadezen begraven. Zeven slachtoffers konden niet meer geïdentificeerd worden. 
Alle slachtoffers vielen tijdens de hevige gevechten die gevoerd werden in de twee maanden volgend op de landing van de geallieerde troepen op de Normandische kust, vooral bij de omsingeling van Caen. 

## Onderscheiden militairen
- Robert Wallis Tucker, kapitein bij het Dorsetshire Regiment werd onderscheiden met het Military Cross (MC).
- Georges Edward Faulkner, korporaal bij de Oxford and Bucks Light Infantry werd onderscheiden met de Military Medal (MM).